# 马拉吉利亚
马拉吉利亚，是西班牙卡斯蒂利亚-拉曼恰瓜达拉哈拉省的一个市镇。总面积29平方公里，总人口138人（2001年），人口密度5人/平方公里。